# Список дипломатичних місій в Ісландії

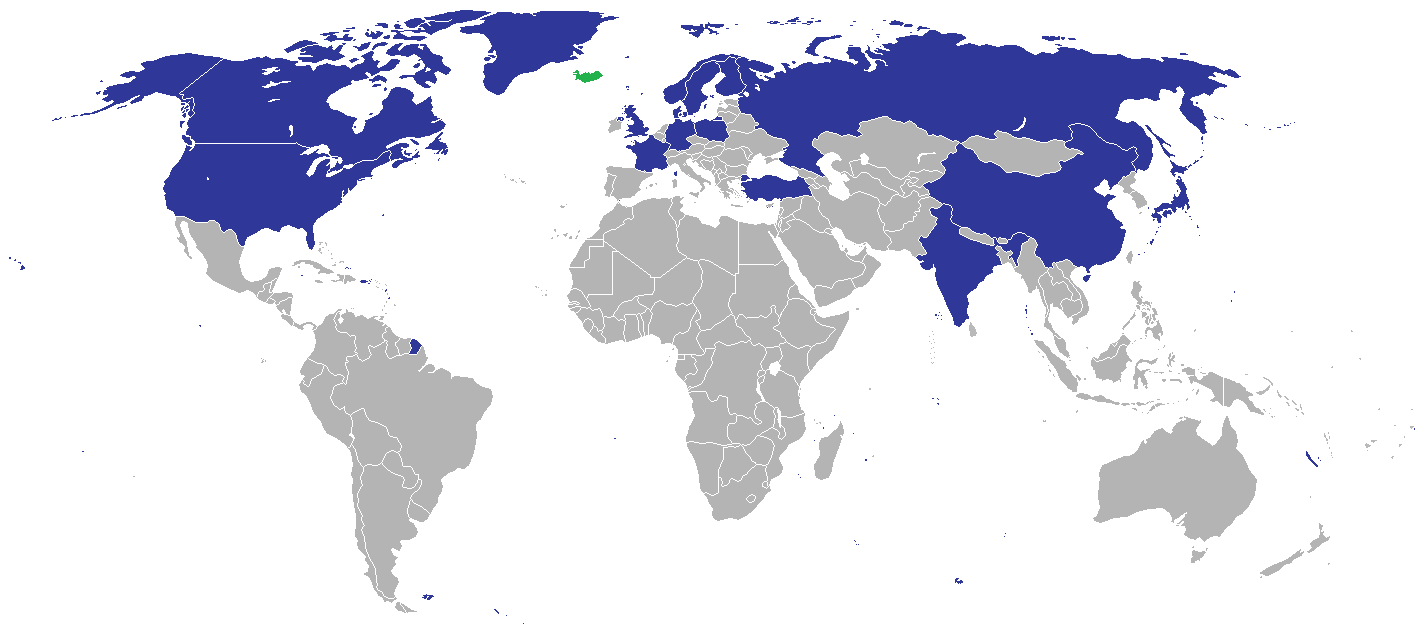
Країни, які мають посольство в Ісландії.

Нижче представлений список дипломатичних місій в Ісландії. Наразі в столиці Ісландії, місті Рейк'явік, знаходяться посольства всього 14 держав. Багато інших держав мають акредитованих послів в столицях інших держав, в основному в Осло, Стокгольмі та Копенгагені. Також є представництва Європейського Союзу та Фарерських островів.

## Посольства
- Велика Британія
- Данія
- Індія
- Канада
- КНР
- Німеччина
- Норвегія
- Польща
- Росія
- США
- Фінляндія
- Франція
- Швеція
- Японія

## Представництва
- Європейський Союз
- Фарерські острови

## Акредитовані посли

### Осло
- Аргентина
- Афганістан
- Бельгія
- Болгарія
- Боснія і Герцеговина
- Венесуела
- Греція
- Естонія
- Ізраїль
- Індонезія
- Іран
- Іспанія
- Італія
- Латвія
- Марокко
- Нідерланди
- Палестина
- ПАР
- Південна Корея
- Португалія
- Сербія
- Словаччина
- Судан
- Туреччина
- Угорщина
- Філіппіни
- Чехія
- Чилі
- Швейцарія

### Стокгольм
- Ботсвана
- Ватикан
- Еквадор
- Ефіопія
- Колумбія
- Косово
- Куба
- Малайзія
- Нікарагуа
- Перу
- Північна Корея
- Сальвадор
- Танзанія
- Шрі-Ланка

### Копенгаген
- Австралія
- Австрія
- В'єтнам
- Гана
- Грузія
- Ірландія
- Кіпр
- Литва
- Мексика
- Румунія
- Словенія
- Таїланд
- Уганда
- Хорватія

### Лондон
- Люксембург
- Малаві
- Монголія
- Парагвай
- Північна Македонія
- Есватіні
- Уругвай

### Інші міста
- Гватемала - Нью-Йорк
- Лесото - Дублін
- Мальта - Валлетта
- Нігерія - Дублін
- Україна - Гельсінкі

## Галерея

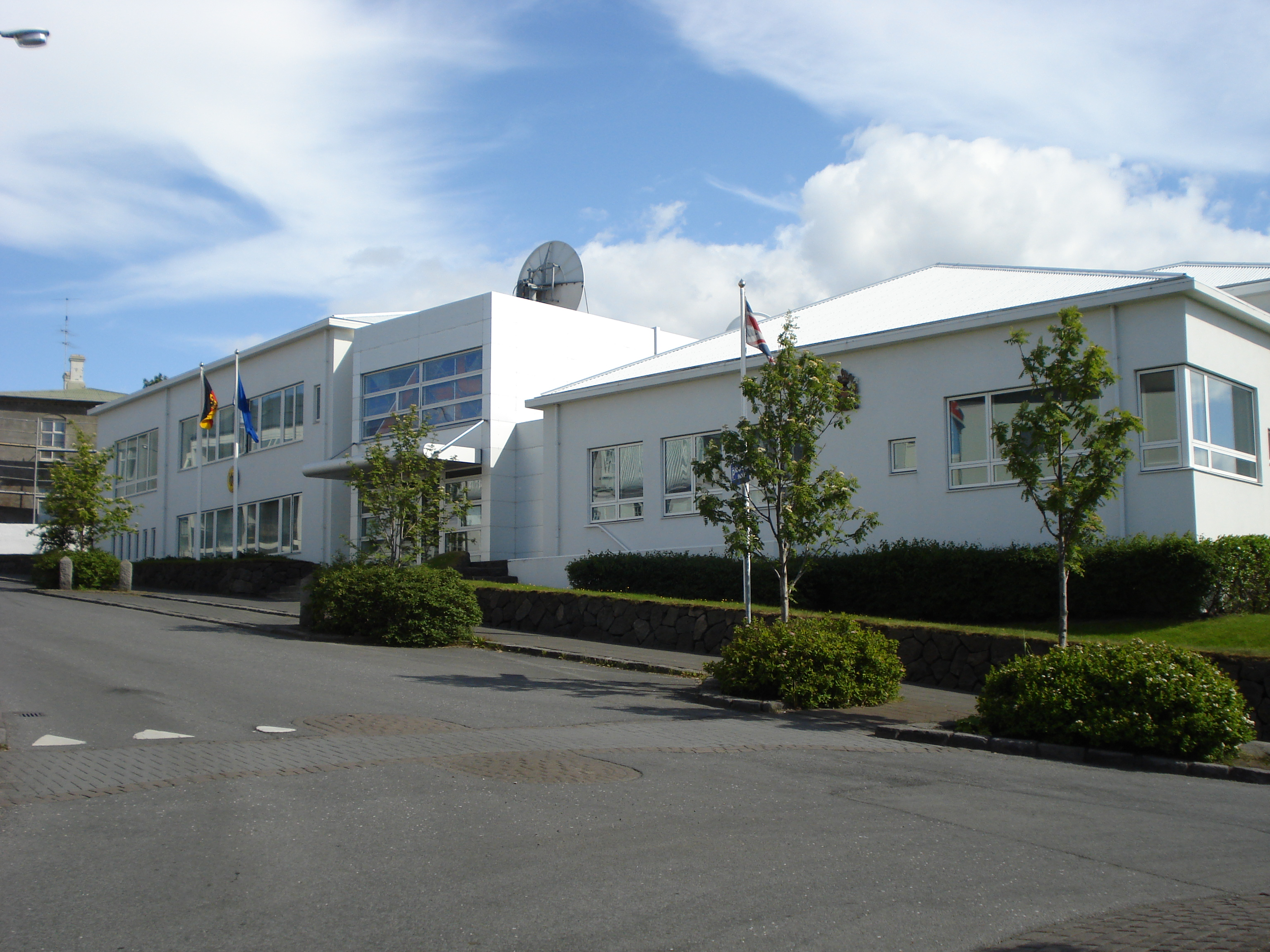
посольства Великої Британії та Німеччини
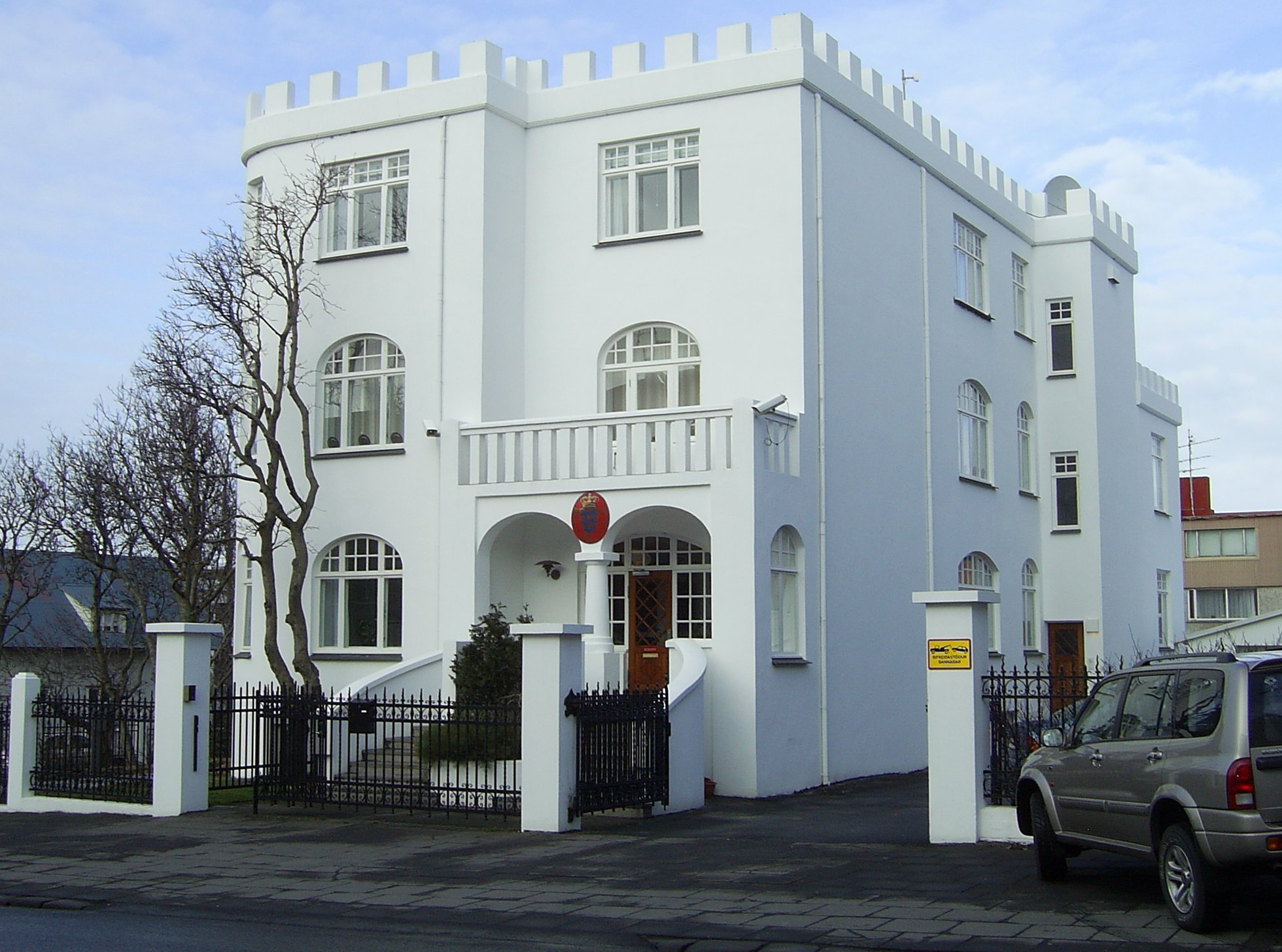
Посольство Данії
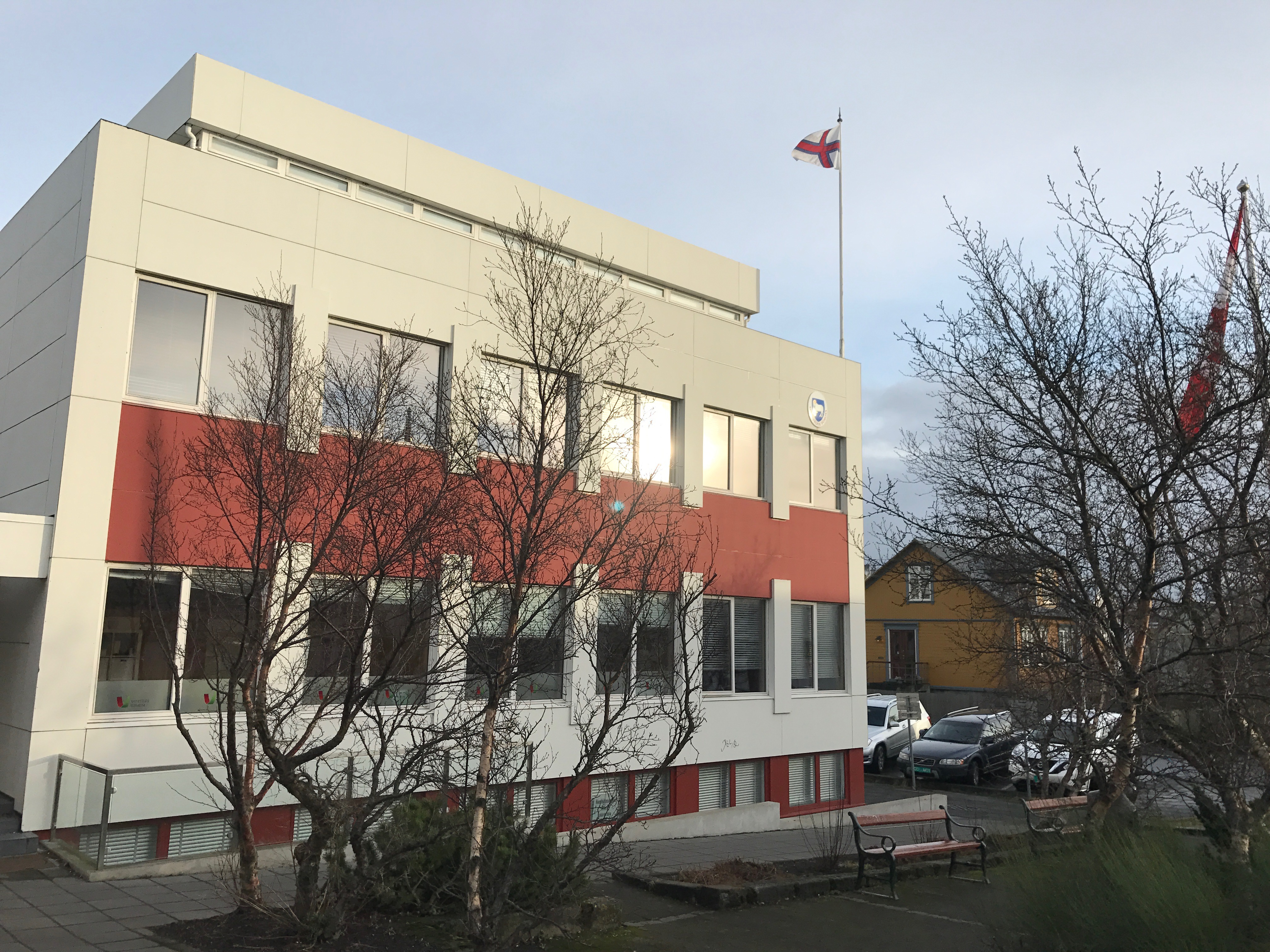
Посольство Канади та Представництво Фарерських островів
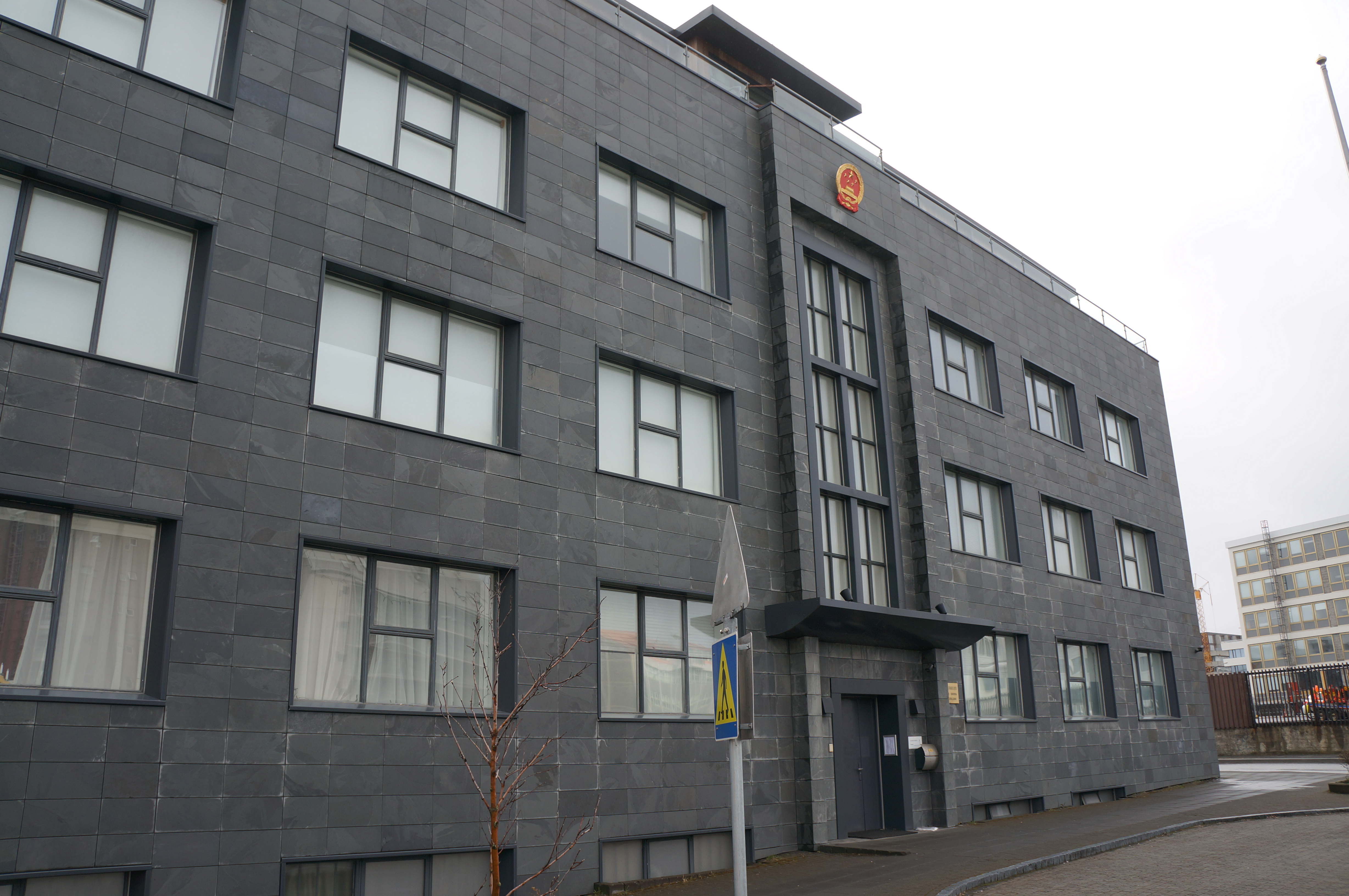
Посольство Китаю
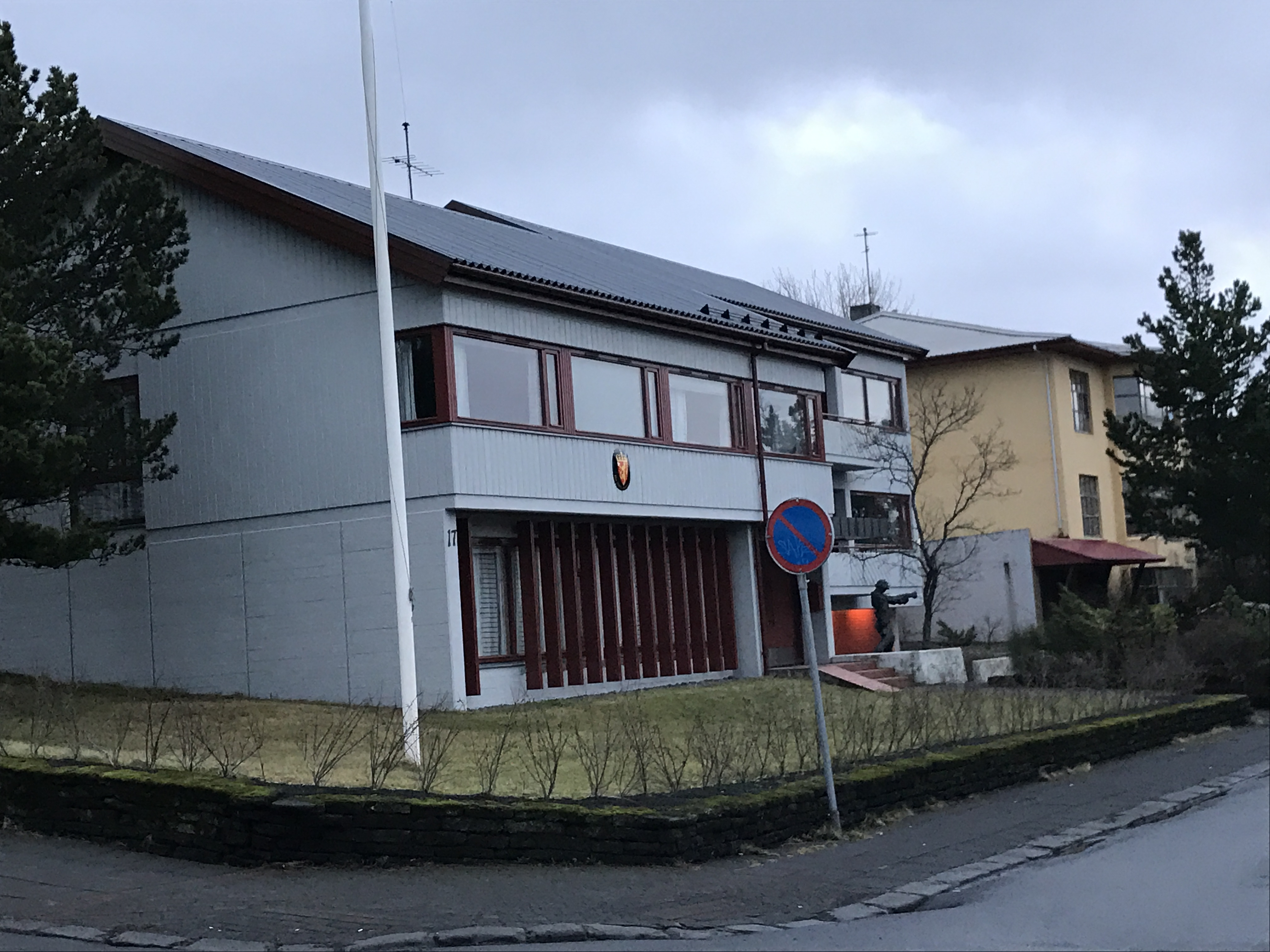
Посольство Норвегії
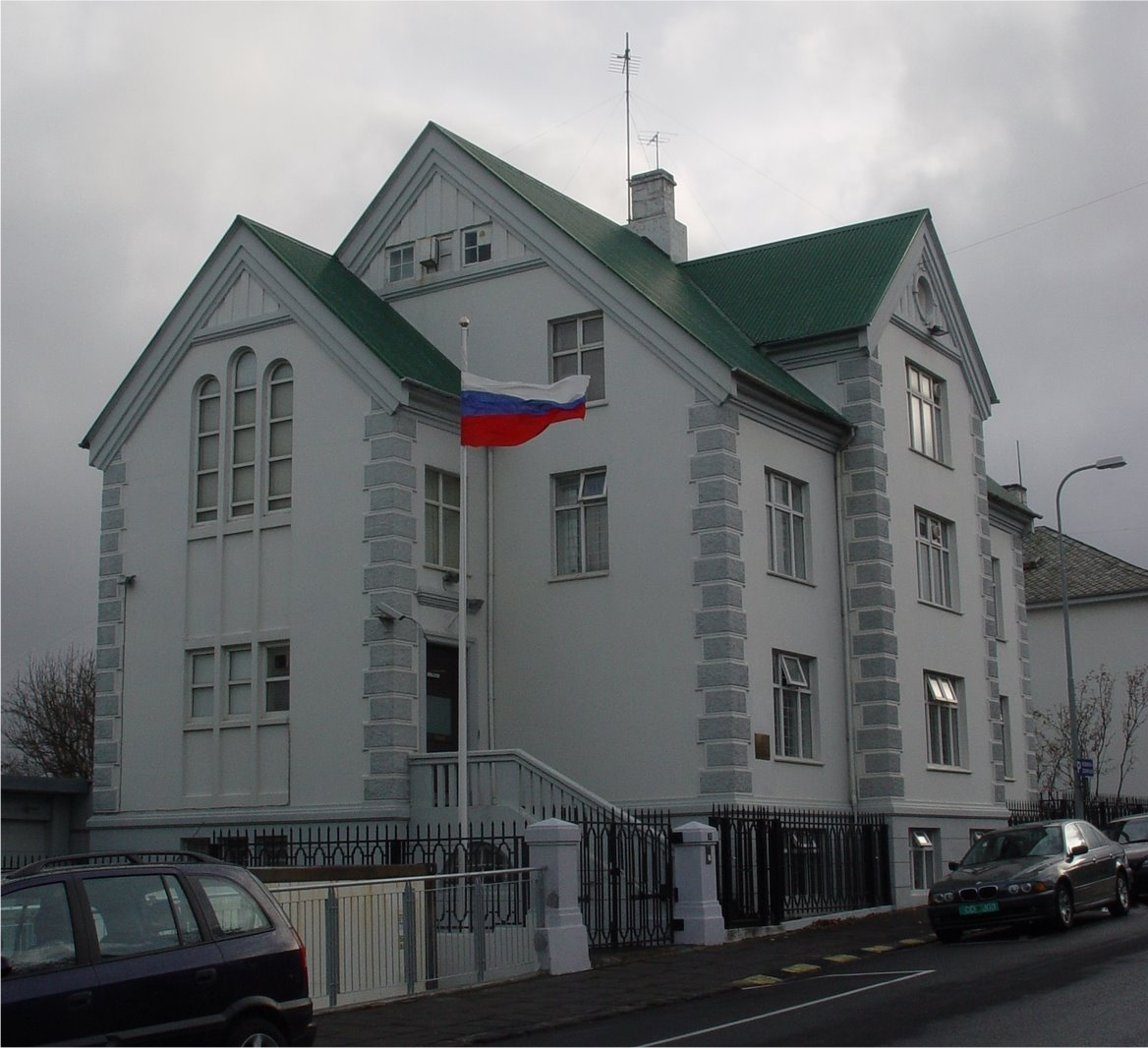
Посольство Росії
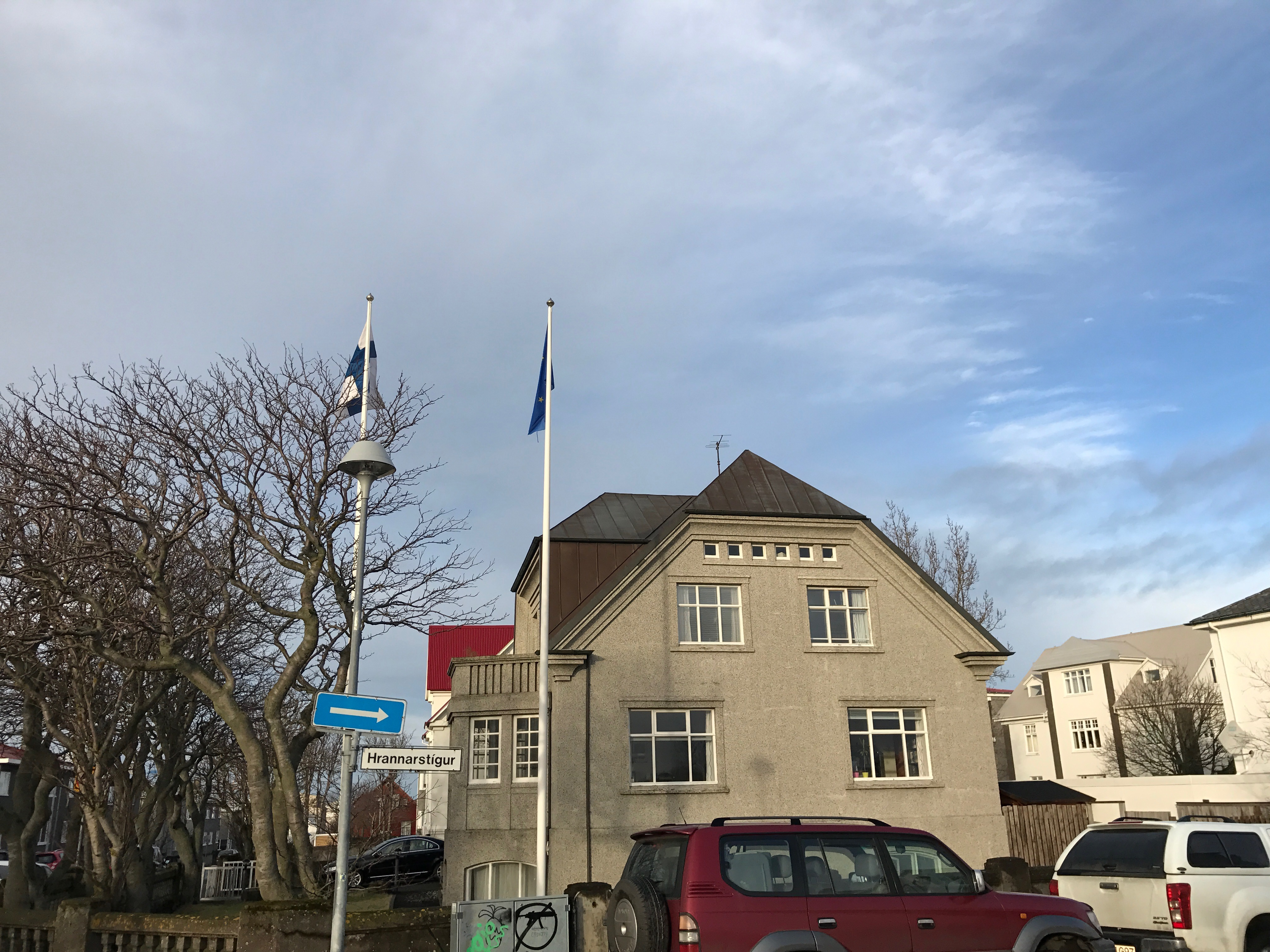
Посольство Фінляндії
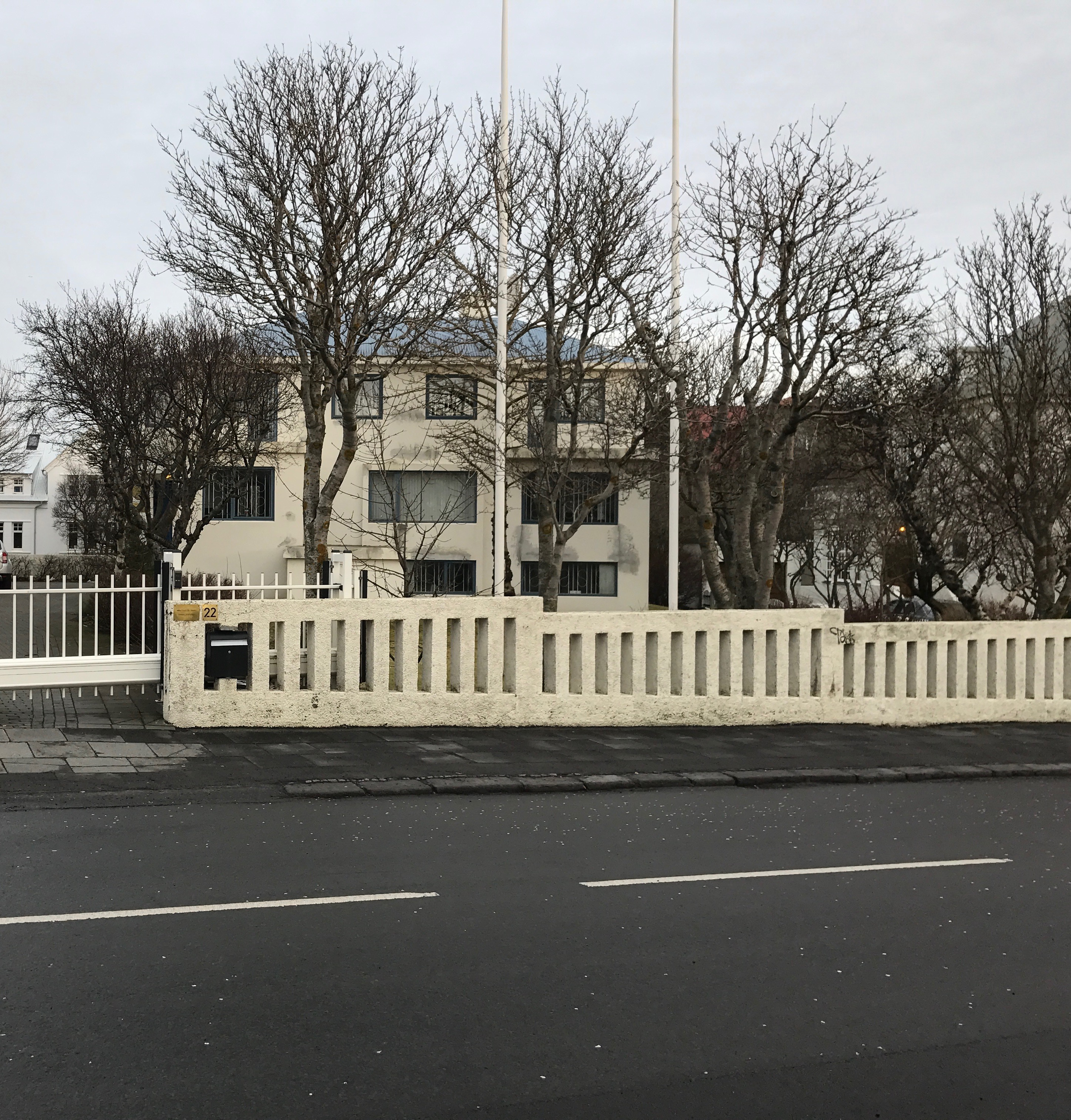
Посольство Франції